# 杉野旋風
杉野旋風（日語：スギノハヤカゼ)，是美國出生的日本純種競賽馬匹。生涯活躍於短途一哩賽事，曾在勝出雅靈頓盃、中日體育賞四歲錦標、天鵝錦標及CBC賞，亦於短途馬錦標跑獲過第二的戰績。

## 出賽前
1993年4月21日出生於美國肯塔基州由Dr. Emler Neuman夫婦所經營的牧場，成長途中被馬主杉江義夫購入並引入日本。
其後交由栗東訓練中心練馬師鹿戶幸治訓練。

## 競賽生涯

### 3歲（現2歲）
1995年10月14日出戰京都競馬場3歲新馬戰，保持領放姿態下在直路上仍然有餘力加速拉開後方，最終以1 3/4馬位優勢取得勝利。
其後出戰黃菊賞，再度採用領放戰術下於直路上未能維持走勢，被對手超越僅跑獲第四。
年末以樅樹賞作為目標，比賽初段未有順利透出下選擇在Long Relief後方第二的位置保持推進，進入直路後隨即將對手越過並逐步拉開，最終以3馬位優勢取勝。

### 4歲（現3歲）
1996年首戰為三級賽京成盃，以前置的戰術展開賽事下嘗試於彎道處上前並逐步下速，但未能壓制對手下最終以第五落敗。
1個月後出戰公開賽風信子錦標，本次比賽採取主動的策略上前，保持在約莫第二的位置。進入直路後，其迅速透出並搶佔先機繼續加速，最終跑出全長最快末腳下拉開後方3馬位奪冠。
2月25日隨即出戰雅靈頓盃，比賽途中以先行策略作為戰術，一直於第四、五的位置逐步抬進，並在彎道處開始透出嘗試加速。進入直路後，其成功在中檔位置展開加速，最終壓贏緊迫的Meisho Genie取得首個分級賽冠軍。
其後以本年度新設立的NHK一哩賽作為目標前進，然而在前哨戰新西蘭盃四歲錦標中因過於均速僅跑獲第五，在正賽中亦因為無法在後方大幅上前同樣以第五作結。
6月選擇縮程前往中日體育賞四歲錦標，比賽初段以主動的姿態保持在先頭內欄位置，在對面直路末段稍為發力準備取位。進入直路後，其隨即在中檔位置移出望空並開始蠶食對手，最終迅速超越其他賽駒下以1 3/4馬位再度奪得分級賽冠軍。
秋季其選擇以人馬錦標作為目標，比賽途中仍然以先行戰術展開推進，雖然在直路上展現不俗的加速力一度透出取得領先，但未能維持到底下最終被Fujino Makken O及Eighty Grow超越以第三落敗。
10月26日緊接出戰天鵝錦標，本次比賽未有沿用此前的策略，而是在出閘後隨即放緩速度，保持在中團附近的位置。進入直路後，其於外檔位置急劇展開加速，於中段經已進入全速狀態下成功將所有對手超越，贏得冠軍之餘亦以1分19.3秒的完賽時間打破日本草地1400米紀錄。
11月17日按照計劃進軍一哩冠軍賽，然而本次比賽受到步速的影響下在直路中段開始失速後退而取得第八，年末出戰短途馬錦標亦未能發揮實力僅跑獲第五。

### 5歲（現4歲）
1997年年初稍事休息後在打吡公爵挑戰盃復出，但未能維持走勢下僅跑獲第六，在5月的京王盃春季盃亦因為後上不給以第六完賽。
完成京王盃春季盃1星期後隨即連鬥出戰高松宮盃，因緊密的賽程於賽前僅取得第七人氣。比賽開始後，其迅速透出並保持在Hokuto Phoebus及榮進柏林後方，同時以穩定的節奏保持走勢。進入直路後，其仍然在所處的位置逐步加速同時展開衝刺，最終僅敗於新光王、榮進柏林及新光森林取得第四。
6月8日增程至一哩出戰安田紀念，然而在直路上完全未能維持速度下沉底，以第十三大敗。
入秋後重返短途戰線出戰人馬錦標，比賽初段處於中團位置下在轉彎時候稍為上前進佔前往位置，但於直路被後方衝刺的大隅鉅子超越下以第二落敗。
10月25日出戰天鵝錦標，同樣以人馬錦標時的戰術展開推進，保持在中團於靠後的位置下在彎道處加速。進入直路後，其在中檔位置成功望空並逐步衝刺，可惜被透出的大樹快車拉開，最終取得第二的戰績。
3星期後再度挑戰一哩賽事一哩冠軍賽，然而繼續維持此前的頹勢，在直路上未能順利展現衝刺力度，最終僅在中團位置徘徊下取得第七。
11月17日繼續以CBC賞作為下一步，本次比賽重拾先頭戰術下一直處於隊伍前方，在彎道處經已有上前的趨勢。進入直路後，其繼續維持此前的走勢開始加速，最終一口氣超越所有對手以3 1/2馬位優勢取得勝利。
其後於年末以短途馬錦標作為年間最後一場賽事，本次比賽其保持於中團第十一附近的位置推進，比賽途中順應節奏未有太大上前的積跡象。進入直路後，其在外檔位置順利展開加速並跑出後600米34.5秒的末腳速度，雖然最終未能阻止大樹快車，但仍然戰勝華盛頓色及花公園等強敵取得亞軍。

### 6歲（現5歲）
1998年年初以絲路錦標作為年度首戰，比賽途中於中團位置逐步取位，在彎道處上前後繼續維持走勢，最終跑獲一席殿軍。
然而在其後的高松宮紀念及安田紀念中，其未能保持此前的水準，最終分別以第十一及第九落敗。
其後未有在年間繼續出戰賽事，更進入長期休養的狀態直接跳過7歲（現6歲的生涯）。

### 7歲（現6歲）
2000年2月27日出戰時隔1年8個月的賽事阪急盃，在中團位置等待時機下於直路處逐步上前取位，最終跑出不俗的加速取得第四。
3月前往高松宮紀念挑戰一級賽，但在中團位置展開推進下無法在直路做出太大的威脅，最終以第六的戰績完賽。
其後增程出戰一哩賽但未有優秀的表現，在讀賣盃及京王盃春季盃中分別以第十五及第十八大敗，夏季重返短途以函館短途錦標亦僅得第八。
進入秋季，其以人馬錦標作為起動戰，雖然賽前不被看好取得第八人氣，但其仍然在比賽途中以先行戰術展開賽事，一直保持走勢直至直路末段，最終扭轉評價取得第三。
然而其後兩戰短途馬錦標及一哩冠軍賽未能保持勢頭，均以兩位數戰績作結。
而於結束一哩冠軍賽後，由於馬主杉江義夫去世，其所有權被轉移至另一名馬主阿部善武旗下，但未有繼續出戰賽事下陣營便安排其退役。
| 日期       | 舉辦國家 | 馬場 | 距離   | 級別 | 賽事名稱           | 負重 | 騎師     | 馬號 | 出馬 | 名次 | 時間   | 頭馬（二馬）     |
| ---------- | -------- | ---- | ------ | ---- | ------------------ | ---- | -------- | ---- | ---- | ---- | ------ | ---------------- |
| 14/10/1995 | 日本     | 京都 | 草1400 |      | 3歲新馬            | 54   | 芹澤純一 | 7    | 16   | 1    | 1:21.8 | （Spring Eight） |
| 29/10/1995 | 日本     | 京都 | 草1600 |      | 黄菊賞             | 54   | 田島裕和 | 12   | 16   | 4    | 1:35.6 | 石野週日         |
| 9/12/1995  | 日本     | 中京 | 草1200 |      | 樅樹賞             | 54   | 田島裕和 | 4    | 11   | 1    | 1:09.7 | （Long Relief）  |
| 7/1/1996   | 日本     | 中山 | 草1600 | GIII | 京成盃             | 55   | 田島裕和 | 4    | 14   | 5    | 1:35.1 | Sakura Speed O   |
| 3/2/1996   | 日本     | 東京 | 草1400 | OP   | 風信子錦標         | 55   | 田島裕和 | 3    | 10   | 1    | 1:22.5 | （Mainer Hero）  |
| 25/2/1996  | 日本     | 阪神 | 草1600 | GIII | 雅靈頓盃           | 56   | 田島裕和 | 5    | 14   | 1    | 1:33.9 | （Meisho Genie） |
| 20/4/1996  | 日本     | 東京 | 草1400 | GII  | 新西蘭盃四歲錦標   | 56   | 田島裕和 | 6    | 17   | 5    | 1:23.3 | 傳說貂           |
| 12/5/1996  | 日本     | 東京 | 草1600 | GI   | NHK一哩賽          | 57   | 田島裕和 | 6    | 18   | 5    | 1:33.3 | 幸運樹           |
| 1/6/1996   | 日本     | 中京 | 草1200 | GIII | 中日體育賞四歲錦標 | 58   | 田島裕和 | 5    | 16   | 1    | 1:08.5 | （Ski Music）    |
| 29/9/1996  | 日本     | 阪神 | 草1400 | GIII | 人馬錦標           | 56   | 田島裕和 | 2    | 12   | 3    | 1:21.6 | Fujino Makken O  |
| 26/10/1996 | 日本     | 京都 | 草1400 | GII  | 天鵝錦標           | 55   | 田島裕和 | 12   | 16   | 1    | 1:19.3 | （必高快馬）     |
| 17/11/1996 | 日本     | 京都 | 草1600 | GI   | 一哩冠軍賽         | 55   | 田島裕和 | 2    | 18   | 8    | 1:34.2 | 真誠             |
| 15/12/1996 | 日本     | 中山 | 草1200 | GI   | 短途馬錦標         | 55   | 田島裕和 | 6    | 11   | 5    | 1:09.9 | 花公園           |
| 5/4/1997   | 日本     | 中山 | 草1600 | GIII | 打吡公爵挑戰盃     | 57   | 田島裕和 | 7    | 13   | 6    | 1:36.5 | 皇家鈴鹿         |
| 10/5/1997  | 日本     | 東京 | 草1400 | GII  | 京王盃春季盃       | 57   | 田島裕和 | 9    | 16   | 6    | 1:21.2 | 大樹狂風         |
| 18/5/1997  | 日本     | 中京 | 草1200 | GI   | 高松宮盃           | 56   | 田島裕和 | 8    | 18   | 4    | 1:08.4 | 新光王           |
| 8/6/1997   | 日本     | 東京 | 草1600 | GI   | 安田紀念           | 58   | 田島裕和 | 4    | 18   | 13   | 1:35.3 | 大樹狂風         |
| 28/9/1997  | 日本     | 阪神 | 草1400 | GIII | 人馬錦標           | 59   | 南井克巳 | 11   | 14   | 2    | 1:21.1 | 大隅鉅子         |
| 25/10/1997 | 日本     | 京都 | 草1400 | GII  | 天鵝錦標           | 58   | 武豐     | 6    | 16   | 2    | 1:20.8 | 大樹快車         |
| 16/11/1997 | 日本     | 京都 | 草1600 | GI   | 一哩冠軍賽         | 57   | 田島裕和 | 14   | 18   | 7    | 1:34.5 | 大樹快車         |
| 22/11/1997 | 日本     | 中京 | 草1200 | GII  | CBC賞              | 58   | 田島裕和 | 1    | 15   | 1    | 1:07.9 | （榮進柏林）     |
| 14/12/1997 | 日本     | 中山 | 草1200 | GI   | 短途馬錦標         | 57   | 田島裕和 | 3    | 16   | 2    | 1:08.1 | 大樹快車         |
| 26/4/1998  | 日本     | 京都 | 草1200 | GIII | 絲路錦標           | 59   | 田島裕和 | 10   | 12   | 4    | 1:08.9 | 採珠             |
| 24/5/1998  | 日本     | 中京 | 草1200 | GI   | 高松宮紀念         | 57   | 田島裕和 | 15   | 16   | 11   | 1:10.8 | 新光王           |
| 14/6/1998  | 日本     | 東京 | 草1600 | GI   | 安田紀念           | 58   | 田島裕和 | 17   | 17   | 9    | 1:39.2 | 大樹快車         |
| 27/2/2000  | 日本     | 阪神 | 草1200 | GIII | 阪急盃             | 59   | 田島裕和 | 5    | 12   | 4    | 1:09.3 | 黑鷹             |
| 26/3/2000  | 日本     | 中京 | 草1200 | GI   | 高松宮紀念         | 57   | 田島裕和 | 12   | 17   | 6    | 1:08.8 | 帝皇光輝         |
| 15/4/2000  | 日本     | 阪神 | 草1600 | GII  | 讀賣盃             | 59   | 田島裕和 | 12   | 18   | 15   | 1:35.5 | 礦脈             |
| 14/5/2000  | 日本     | 東京 | 草1400 | GII  | 京王盃春季盃       | 58   | 田島裕和 | 16   | 18   | 18   | 1:22.7 | 痛快駒           |
| 2/7/2000   | 日本     | 函館 | 草1200 | GIII | 函館短途錦標       | 58   | 田島裕和 | 7    | 14   | 8    | 1:09.8 | 大樹寶藏         |
| 10/9/2000  | 日本     | 阪神 | 草1200 | GIII | 人馬錦標           | 54   | 芹澤純一 | 4    | 16   | 3    | 1:07.7 | 流行金曲         |
| 1/10/2000  | 日本     | 中山 | 草1200 | GI   | 短途馬錦標         | 57   | 芹澤純一 | 6    | 16   | 12   | 1:09.8 | 大德大和         |
| 19/11/2000 | 日本     | 京都 | 草1600 | GI   | 一哩冠軍賽         | 56   | 芹澤純一 | 17   | 18   | 18   | 1:36.1 | 愛麗數碼         |

## 退役後
退役後，杉野旋風成為了配種馬，於北海道新冠町CB Stud休養，在2002年進行配種。首批子嗣將於2002年出生，首批子嗣可於2004年出賽。
然而在同年的11月29日，其被發現死亡，享年9歲。

## 血統簡介
父系Diesis為英國賽駒，生涯活躍於一哩賽事尤其2歲賽事，曾勝出中央公園錦標及馬報錦標。祖父Sharpen Up亦為英國賽駒，生涯戰績優秀，曾勝出中央公園錦標及在七月盃跑獲亞軍。
母系Chaleur為加拿大賽駒，生涯取得三勝，同時為首屆Glorious Song錦標冠軍。外祖父Rouge Sang為美國出生的法國賽駒，生涯戰績優秀，於米蘭大賽中跑獲冠軍，亦在鬥士錦標取得第二。

### 血統表
| 父線：天才舞者系（Phalaris系）  |                             |               |                |
| 種馬 Diesis 1980年（栗色）      | Sharpen Up 1969年（棗色）   | Atan          | 天才舞者       |
| 種馬 Diesis 1980年（栗色）      | Sharpen Up 1969年（棗色）   | Atan          | Mixed Marriage |
| 種馬 Diesis 1980年（栗色）      | Sharpen Up 1969年（棗色）   | Rocchetta     | Rockefella     |
| 種馬 Diesis 1980年（栗色）      | Sharpen Up 1969年（棗色）   | Rocchetta     | Chambiges      |
| 種馬 Diesis 1980年（栗色）      | Doubly Sure 1971年（棗色）  | Reliance      | Tantieme       |
| 種馬 Diesis 1980年（栗色）      | Doubly Sure 1971年（棗色）  | Reliance      | Relance        |
| 種馬 Diesis 1980年（栗色）      | Doubly Sure 1971年（棗色）  | Soft Angels   | Crepello       |
| 種馬 Diesis 1980年（栗色）      | Doubly Sure 1971年（棗色）  | Soft Angels   | Sweet Angel    |
| 繁殖雌馬 Chaleur 1979年（棗色） | Rouge Sang 1972年（棗色）   | Bold Bidder   | 勇者帝皇       |
| 繁殖雌馬 Chaleur 1979年（棗色） | Rouge Sang 1972年（棗色）   | Bold Bidder   | High Bid       |
| 繁殖雌馬 Chaleur 1979年（棗色） | Rouge Sang 1972年（棗色）   | Red Damask    | Jet Action     |
| 繁殖雌馬 Chaleur 1979年（棗色） | Rouge Sang 1972年（棗色）   | Red Damask    | Nuit de Folies |
| 繁殖雌馬 Chaleur 1979年（棗色） | Brief Attire 1962年（棗色） | Menetrier     | Fair Copy      |
| 繁殖雌馬 Chaleur 1979年（棗色） | Brief Attire 1962年（棗色） | Menetrier     | La Melodie     |
| 繁殖雌馬 Chaleur 1979年（棗色） | Brief Attire 1962年（棗色） | Chorus Beauty | Chop Chop      |
| 繁殖雌馬 Chaleur 1979年（棗色） | Brief Attire 1962年（棗色） | Chorus Beauty | Gold Magic     |
| 雌系：號族：4-r                 |                             |               |                |
| 五代內近親交配：無              |                             |               |                |

## 命名由來
名字中，Sugino（スギノ）為第一代馬主杉江義夫冠名（而此冠名其後亦由杉山忠國沿用），出自出自其姓氏中的「杉」（スギ）結合日語連接詞「的」（ノ）組成，香港翻譯為同音的「杉野」，Hayakaze（ハヤカゼ）於日語中，意思為「疾風」，香港取意思相近的「旋風」作為翻譯。

## 外部連結
- 杉野旋風 netkeiba.com
- 血統表